# Церковь Сен-Жюльен (Тур)

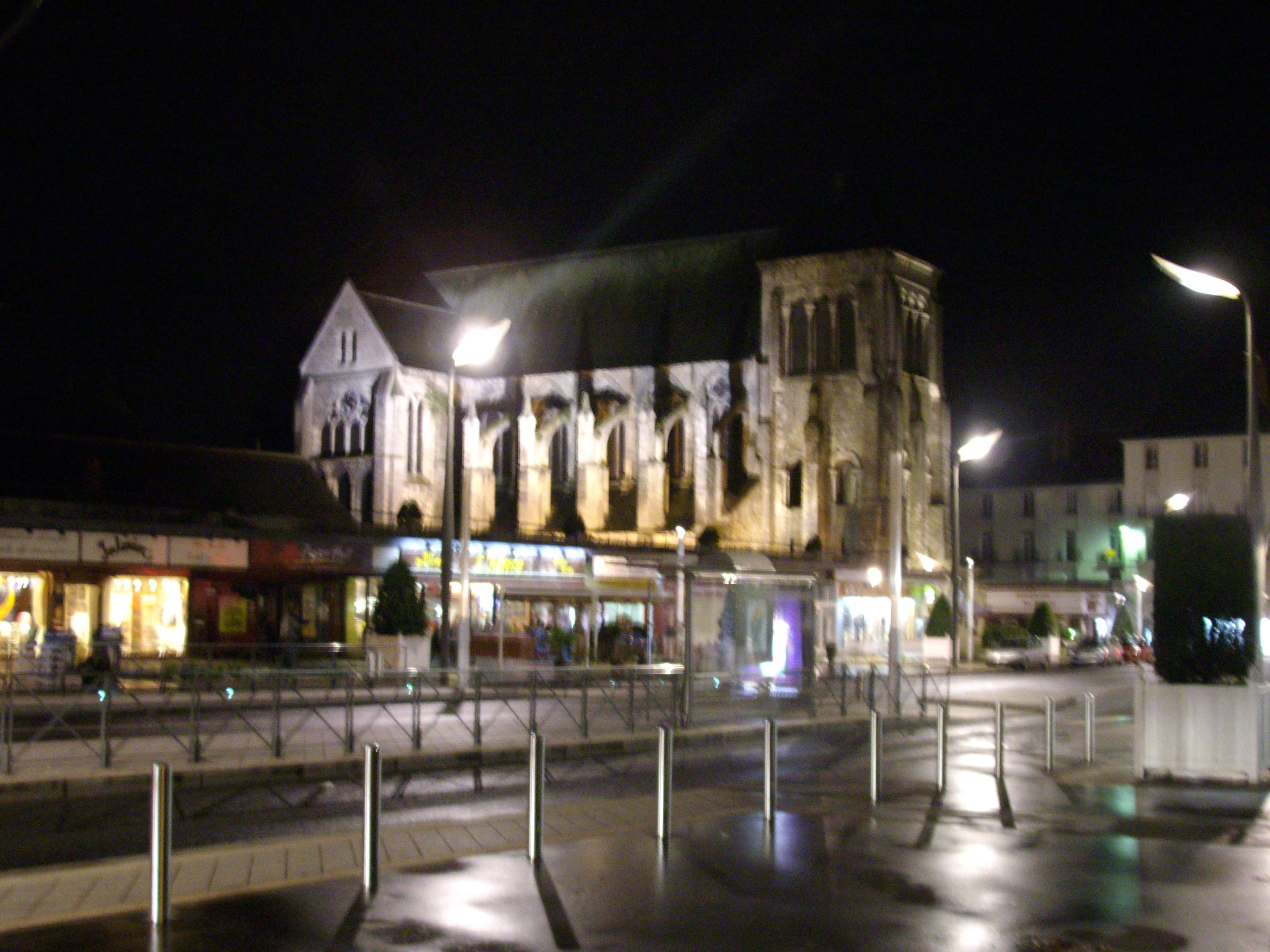
Сен-Жюльен в тёмное время суток

Церковь Сен-Жюльен в Туре (фр. l’Eglise Saint Julien de Tours) — расположена во французском городе Тур (административный центр департамента Эндр и Луара), на перекрестке ул. Кольбер и ул. Националь.

## История
Первоначально церковь была построена по распоряжению короля франков Хлодвига I из династии Меровингов в 507 г., после того как он разгромил вестготов в битве в долине Вуйе недалеко от Пуатье. Строительством церкви Хлодвиг хотел отблагодарить Святого Мартина за духовное вмешательство и поддержку.
Бенедиктинское аббатство Сен-Жюльен, основанное епископом Григорием Турским, появилось на месте этой церкви в 575 г. Оно было посвящено мученику св. Иулиану — римскому солдату, жившему и погибшему за веру в местечке Бриуд французской провинции Овернь, откуда его мощи и были перенесены в Тур.
Постепенно аббатство развилось и в эпоху Каролингов стало играть заметную роль в религиозной жизни страны. Однако в 853 г. церковь была разрушена во время нападения норманнов. Восстановлена она была только после 940 г. епископом Тура Теотолоном (Théotolon).
В 942 г. в аббатстве умер и был похоронен в церкви Сен-Жюльен второй аббат де Клюни и бывший певчий аббатства св. Одон Клюнийский.
В 1043 г. церковь Сен-Жюльен опять пострадала, когда город был захвачен Жоффруа Мартелем графом Анжуйским, после чего была вновь восстановлена через 40 лет — в 1083 году.
На этом разрушения церкви не закончились — в 1224 году, под воздействием урагана, обрушился её неф. В итоге сегодня мы можем видеть церковь, которая в основном была построена в 1240 году.
Наибольшего своего величия аббатство достигло в X—XI веках. В это время оно направляло своих монахов в другие аббатства региона, многие из них становились аббатами и настоятелями целых областей. Но затем значение аббатства Сен-Жюльен постепенно снижалось, и уже начиная с XV века оно практически потеряло свой престиж. 23 марта 1589 г., в нелёгкий период гражданской войны, в зале капитулярия аббатства Генрих III Валуа впервые провел заседание Парижского парламента. После этого события аббатство Сен-Жюльен ещё шесть лет служило местом для парламентских заседаний.
С 1637 г. до 1739 г. аббатство находилось под влиянием Конгрегации св. Мавра.
В XVIII—XIX веках довольно обширная территория аббатства была реквизирована для реконструкции и расширения города Тура. Сама церковь Сен-Жюльен во время Французской революции превратилась в казарму республиканской армии, а затем была просто продана. Деревянную обшивку, красивейшие витражи и прочие элементы были проданы отдельно, а здание 9 марта 1798 года было приобретено хозяином соседней гостиницы. Новый владелец несколько реконструировал стену церкви и устроил внутри конюшню для лошадей своих постояльцев.
Начиная с 1816 года церковь Сен-Жюльен — центр остановки дилижансов, отправляющихся из Тура в Париж и Мэн.
После Французской революции в зале капитулярия ещё длительное время был склад и конюшня, в результате чего он оказался в очень плачевном состоянии и был приведён в порядок только в XX веке.
В 1843 году здание церкви опять было выставлено на торги, но благодаря инициативе, которую проявил Проспер Мериме, объединенными усилиями государства, мэрии Тура и архиепископства в 1846 г. оно было выкуплено, что позволило начать восстановительные работы. После реконструкции, которую осуществил архитектор Гюстав Герен, в 1859 г. церковь была вновь открыта для верующих.
Но история продолжалась и в 1870 г., во время наступления прусской армии, французы, чтобы защитить город, взорвали мост через Луару, недалеко от которого стоит храм. В тот момент были разбиты все витражи церкви, за исключением отельных стеклянных деталей нефа.
В 1940 и 1944 гг. Тур и его окрестности сильно пострадали от немецких бомбардировок, но церковь чудесным образом пережила все бомбежки. Были разрушены некоторые исторические помещения аббатства, в том числе зал капитулярия, в котором в декабре 1920 года проходил 18-й Конгресс партии социалистов.

## Архитектура
Строительство существующей церкви Сен Жюльен было начато в 1240 г. и было закончено достаточно быстро. Не слишком большое, но гармоничное здание церкви сооружено в виде креста.
Неф и трансепт церкви построены одновременно и в одинаковом стиле — простой и сдержанной готики. Неф 10-метровой ширины имеет высоту 21 м. Длина трансепта — 30 м.
Ранее на пересечении нефа и трансепта возвышалась старая башня, которая со временем была бесследно утрачена.
Апсида и алтарная часть храма были пристроены позже — около 1300 года.
Колокольня, служащая входом в церковь, имеет сегодня высоту 25 м. Первоначально она была сооружена в 966 г. и затем многократно перестраивалась. На стене первого этажа колокольни находится ценная фреска, которая была нарисована в период очередного восстановления церкви в XI веке, изображающая ветхозаветные сцены из жизни Моисея. Фреска имеет высоту 3,5 м и длину около 8 м. Специалисты полагают, что изначально вся внутренняя часть колокольни была украшена фресками.
В течение XVII—XVIII вв. колокольня была покрыта шпилеобразной крышей, что значительно увеличивало её высоту.
Аббатство состояло из нескольких строений. С северной стороны от колокольни находилось здание монастыря, включавшее 48 арок и просуществовавшее до XVII века.
Построенные в XII веке огромные подвалы со стрельчатыми сводами позволяли хранить урожай всех областей, принадлежавших монастырю. Подвалы были разрушены в XVIII веке, но позже восстановлены. Сейчас здесь находится музей вин Турени.
Над подвалами находилась монастырская библиотека, в которой сохранились архивы аббатства с многочисленными уставами XI—XII вв.
Зал капитулярия начал строиться с северной стороны церкви в XI и был завершен в XII в. Четыре моноцилиндрические колонны, поддерживающие три нефа трех пролетов в пересечениях со стрельчатыми арками, подчеркивают элегантность этого сооружения. На втором этаже зала капитулярия сегодня расположился Музей гильдий.
В XX в. церковь Сен Жюльен была украшена витражами известного французского оформителя, художника-витражиста Макса Ингранда (Max Ingrand).